# 프리츠 카터

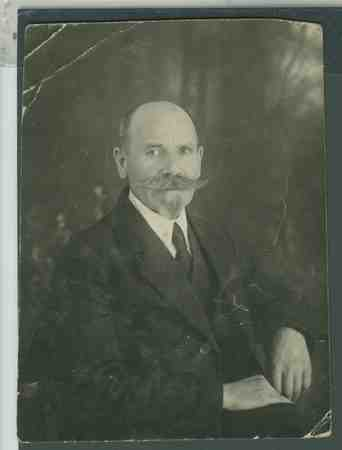

프리츠 카터(독일어: Fritz Kater, 1861년 12월 12일 ~ 1945년 5월 20일)는 독일의 노동운동가다. 독일노동조합자유협회(FVdG) 및 그 후신인 독일자유노동자연합(FAUD)에서 활동했다.